# レディホーク (音楽家)
レディホーク（Ladyhawke、Phillipa "Pip" Brown、1979年7月13日 - ）は、ニュージーランドのポップ・シンガーソングライター。芸名は1985年のリチャード・ドナー監督の映画『レディホーク』に由来する。

## 私生活
2006年にアスペルガー症候群と診断されたことを公表している。
2015年1月9日ニュージーランドの女優でコメディエンヌのマデレーン・サミと同性結婚した。
2017年6月20日、Instagramの投稿を通じて、彼女は妊娠を発表。10月20日に女児を出産。

## ディスコグラフィ
- Ladyhawke (2008)
- Anxiety (2012)
- Wild Things (2016)
- Time Flies (2021)

## スタジオ・アルバム
| 年     | タイトル         | チャート ピーク | チャート ピーク | チャート ピーク | チャート ピーク |
| 年     | タイトル         | NZ              | AUS             | UK              |                 |
| ------ | ---------------- | --------------- | --------------- | --------------- | --------------- |
| 2008年 | 『レディホーク』 | 1               | 16              | 16              |                 |

### シングル
| 年     | タイトル                 | 最高順位 | 最高順位 | 最高順位 | 最高順位 | アルバム         |
| 年     | タイトル                 | NZ       | DEN      | AUS      | UK       | アルバム         |
| ------ | ------------------------ | -------- | -------- | -------- | -------- | ---------------- |
| 2008年 | バック・オブ・ザ・ヴァン | —        | —        | —        | 93       | 『レディホーク』 |
| 2008年 | パリス・イズ・バーニング | 40       | 52       | —        | 47       | 『レディホーク』 |
| 2008年 | ダスク・ティル･ドーン    | —        | —        | —        | 78       | 『レディホーク』 |
| 2008年 | マイ・デリリウム         | 9        | 8        | 36       | 33       | 『レディホーク』 |
| 2009年 | マジック                 | 31       | —        | —        | —        | 『レディホーク』 |